# Cantonul Lillebonne
Cantonul Lillebonne este un canton din arondismentul Le Havre, departamentul Seine-Maritime, regiunea Haute-Normandie, Franța.

## Comune
| Comune                     | Populație (1999) | Cod poștal | Cod INSEE |
| -------------------------- | ---------------- | ---------- | --------- |
| Auberville-la-Campagne     | 555              | 76170      | 76031     |
| La Frénaye                 | 1 566            | 76170      | 76281     |
| Grand-Camp                 | 651              | 76170      | 76318     |
| Lillebonne                 | 9 738            | 76170      | 76384     |
| Mélamare                   | 751              | 76170      | 76421     |
| Norville                   | 886              | 76330      | 76471     |
| Notre-Dame-de-Gravenchon   | 8 618            | 76330      | 76476     |
| Petiville                  | 1076             | 76330      | 76499     |
| Saint-Antoine-la-Forêt     | 935              | 76170      | 76556     |
| Saint-Jean-de-Folleville   | 742              | 76170      | 76592     |
| Saint-Maurice-d'Ételan     | 305              | 76330      | 76622     |
| Saint-Nicolas-de-la-Taille | 1 035            | 76170      | 76627     |
| La Trinité-du-Mont         | 629              | 76170      | 76712     |
| Triquerville               | 348              | 76170      | 76713     |